# 公明党代表
公明党常任役員会代表（こうめいとう じょうにんやくいんかいだいひょう）は、公明党の党首である。略称は公明党代表。
かつての名称は公明党中央執行委員会委員長（こうめいとうちゅうおうしっこういいんかいいいんちょう）である。

## 概要
党首選出選挙については、「公明党規約第17条」で規定されており、他党に多く見られるような広く一般党員による投票ではなく、全国大会の代議員のみが選挙権を有し、全国大会で投開票が行われる方法がとられている。しかし、1964年（昭和39年）の結党以来、複数名の候補者が立ったことはなく、無投票での党首選出が続いている。立候補には国会議員10人の推薦を必要とする。
日本の政治史では、おおまかに以下の3つの時代区分がある。
- 旧公明党：1964年（昭和39年）11月17日 - 1994年（平成6年）12月5日
- 公明：1994年（平成6年）12月5日 - 1998年（平成10年）11月7日
- 新公明党：1998年（平成10年）11月7日 - 現在

現在の自由民主党との連立政権（自公連立政権）に至る公明党は、中道政党としては、キャスティング・ボートを握ることがしばしばある。
1999年（平成11年）11月以降から実施されている党首討論には、首相を擁立しない連立与党だったため（あくまでも首相を兼務するのは自民党の党首たる総裁）参加していなかった。
2009年（平成21年）の第45回解散総選挙で民主党への政権交代により自民党ともに敗北し下野したため（麻生内閣総辞職及び鳩山由紀夫内閣成立）、2010年（平成22年）2月から2012年（平成24年）11月まで、自民党総裁の谷垣禎一、安倍晋三とともに野党第2党の党首として、民主党政権下の3人の首相（鳩山由紀夫、菅直人、野田佳彦）を相手に党首討論に参加した。
2012年（平成24年）12月の自民党との政権復帰（第2次安倍内閣成立）以降、公明党代表は再び与党（第2党）党首となったため党首討論に参加していない。
2014年（平成26年）9月、党規約の改定により中央幹事会と常任役員会の体制や責任、職務権限が分割され、公明党代表は中央幹事会の最高責任者ではなく常任役員会の最高責任者として規定し直された。
現在の公明党代表は、斉藤鉄夫（第5代：2024年〈令和6年〉11月9日 - ）。

## 公明党代表の一覧

### 公明党中央執行委員会委員長：1964(昭和39)年 - 1994(平成6)年
| 代 | 委員長 | 委員長     | 在任期間                                               |
| -- | ------ | ---------- | ------------------------------------------------------ |
| 1  |        | 原島宏治   | 1964年（昭和39年）11月17日 - 1964年（昭和39年）12月9日 |
| 2  |        | 辻武寿     | 1964年（昭和39年）12月9日 - 1967年（昭和42年）2月13日  |
| 3  |        | 竹入義勝   | 1967年（昭和42年）2月13日 - 1986年（昭和61年）12月5日  |
| 4  |        | 矢野絢也   | 1986年（昭和61年）12月5日 - 1989年（平成元年）5月21日  |
| 5  |        | 石田幸四郎 | 1989年（平成元年）5月21日 - 1994年（平成6年）12月5日   |

### 公明新党代表：1994(平成6)年
| 代 | 代表 | 代表       | 在任期間                                            |
| -- | ---- | ---------- | --------------------------------------------------- |
| 1  |      | 石田幸四郎 | 1994年（平成6年）12月5日 - 1994年（平成6年）12月9日 |

### 公明中央幹事会代表：1994(平成6)年 - 1998(平成10)年
| 代 | 代表 | 代表       | 在任期間                                              |
| -- | ---- | ---------- | ----------------------------------------------------- |
| 1  |      | 藤井富雄   | 1994年（平成6年）12月5日 - 1998年（平成10年）1月18日  |
| 2  |      | 浜四津敏子 | 1998年（平成10年）1月18日 - 1998年（平成10年）11月7日 |

### 新党平和中央幹事会代表：1998(平成10)年
| 代 | 代表 | 代表     | 在任期間                                             |
| -- | ---- | -------- | ---------------------------------------------------- |
| 1  |      | 神崎武法 | 1998年（平成10年）1月4日 - 1998年（平成10年）11月7日 |

### 黎明クラブ代表 ：1998(平成10)年
| 代 | 代表 | 代表     | 在任期間                                             |
| -- | ---- | -------- | ---------------------------------------------------- |
| 1  |      | 白浜一良 | 1998年（平成10年）1月4日 - 1998年（平成10年）1月18日 |

### 公明党中央幹事会代表→公明党常任役員会代表 ：1998(平成10)年 - 現在
| 代 | 代表 | 代表       | 在任期間                                              |
| -- | ---- | ---------- | ----------------------------------------------------- |
| 1  |      | 神崎武法   | 1998年（平成10年）11月7日 - 2006年（平成18年）9月30日 |
| 2  |      | 太田昭宏   | 2006年（平成18年）9月30日 - 2009年（平成21年）9月8日  |
| 3  |      | 山口那津男 | 2009年（平成21年）9月8日 - 2024年（令和6年）9月28日   |
| 4  |      | 石井啓一   | 2024年（令和6年）9月28日 - 2024年（令和6年）11月9日   |
| 5  |      | 斉藤鉄夫   | 2024年（令和6年）11月9日 -                            |